# Андреева, Ирина Александровна (спортсменка)
Ири́на Алекса́ндровна Андре́ева (26 сентября 1994, Москва) — российская гребчиха-каноистка, выступает за сборную России с 2011 года. Многократная Чемпионка России, победительница Первенства Европы и Мира, Чемпионка Европы и Мира. Финалистка Олимпийских Игр в Токио 2021 г. На соревнованиях представляет город Москву и Алтайский край.

## Биография
Ирина Андреева родилась 26 сентября 1994 года в Москве. Активно заниматься греблей начала в раннем детстве, проходила подготовку в Государственном бюджетном образовательном учреждении дополнительного образования детей спортивной направленности «Специализированная детско-юношеская спортивная школа олимпийского резерва» физкультурно-спортивного объединения «Юность Москвы», тренировалась под руководством таких специалистов как Н. К. Сабирзьянов и В. В. Кольцов.
На юниорском первенстве в 2011 году завоевала два серебра (на Европе и Мире), а уже в 2012 году стала двукратной чемпионкой Европы, одержав две победы на соревнованиях в португальском городе Монтемор-у-Велью — в одиночке на 200 метрах и в двойках с Ларисой Аракчеевой на 500 метрах.
Первого серьёзного успеха добилась в 2013 году, получив серебряные медали на молодёжных первенствах Европы и Мира. Став чемпионкой России среди каноэ-одиночек, Ирина в 18 лет побывала на взрослом чемпионате мира в немецком Дуйсбурге, где была близка к призовым позициям, на двухстах метрах пришла к финишу четвёртой, немного не дотянув до бронзовой награды.
На международном уровне впервые заявила о себе в сезоне 2014 года, когда в очередной раз выиграла Чемпионат России и удостоилась права защищать честь страны на Чемпионате Европы в Бранденбурге. В программе одиночки каноэ на дистанции 200 метров завоевала бронзовую медаль, уступив лишь спортсменкам из Болгарии и Венгрии. Позже в той же дисциплине боролась за медали на домашнем Чемпионате мира в Москве, однако попасть в число призёров не сумела, вновь финишировала четвёртой.
В 2015 году завоевывает 2 бронзовых медали на дистанции 200 м и 500 м в двойке с напарницей Олесей Ромасенко.
А в 2016 году на домашнем Чемпионате Европы в Москве берёт Серебро в C-2 500 м, уступая только экипажу из Беларуси.
В 2017 году в ходе активной борьбы с экипажем из Канады — становиться вице-чемпионкой Мира в Чехии, Рачице на дистанции 500 м в двойке с напарницей Олесей Ромасенко. Канада берёт золото.
В 2021 году завоёвывает звание Чемпионки Европы В Польше, Познани в С-2 200м в паре с Олесей Ромесенко. После победы на Чемпионате России — становится участницей летних Олимпийских Игр в Токио 2020, где вместе с напарницей становятся финалистками на дистанции 500 м, занимая 8 место.
А в конце сезона выигрывает золото в С-2 mixed 200m на Чемпионате Мира — Дания, Копенгаген в паре с Иваном Штылем.